# Zimbabwe Saints FC
El Zimbabwe Saints FC es un equipo de fútbol de Zimbabue que participa en la División 1 de Zimbabue, la segunda liga de fútbol más importante del país.

## Historia
Fue fundado en el año 1931 en la ciudad de Bulawayo con el nombre Mashonaland United FC hasta 1975, cuando líderes nacionalistas como Herbert Ushewokunze y Joshua Nkomo buscaban un nombre que no causara divisiones tribales dentro de los habitantes de Bulawayo. Es uno de los pocos equipos en Zimbabue que da facilidades deportivas, o sea, cuenta con sus propias instalaciones. 
Cuenta con una rivalidad con el otro equipo de la ciudad, el Highlanders FC y ha sido campeón de Zimbabue en 2 ocasiones y ha ganado 3 torneos de copa.
A nivel internacional ha participado en 1 ocasión en la Copa Africana de Clubes Campeones 1988, donde llegó a los cuartos de final.

## Palmarés
- Liga Premier de Zimbabue: 2

1977, 1988
- Copa de Zimbabue: 3

1977, 1979, 1987
- Trofeo Independencia de Zimbabue: 2

1989, 1998
- División 1 Región Sur: 1

2005

## Participación en competiciones de la CAF
| Temporada | Torneo                            | Ronda            | Club              | Casa | Visita | Global      |
| --------- | --------------------------------- | ---------------- | ----------------- | ---- | ------ | ----------- |
| 1989      | Copa Africana de Clubes Campeones | 1                | Desportivo Maputo | 1-1  | 2-2    | 3-3 (a)     |
| 1989      | Copa Africana de Clubes Campeones | 2                | Express FC        | 0-1  | 1-0    | 1-1 (4-3 p) |
| 1989      | Copa Africana de Clubes Campeones | Cuartos de final | Nkana Red Devils  | 0-0  | 1-2    | 1-2         |

## Jugadores

### Jugadores destacados
| - Charles Chilufya - Chita Antonio - George Ayibu - Sikumbuzo Banda - Ephraim "Rock" Chawanda - Tendayi Chieza - Thomas Chipembere - Nhamo Chizunza - Styvn Chuma - Phillemon Dangarembwa - Dumisani "Dunga" Dube - Ralph Granger - Bruce "Jungleman" Grobbelaar - Norman Gumbo - Gibson "Homs" Homela - Josphat Humbasha - Chemi Hunidzarira - Andrew "Mai Maria" Kadengu - Chris Kahwema - Peter Kavisa - Styvn Kwashi - Joseph "Razorman" Machingura - Alban Mafemba - Howard Mago - Zebron Magorimbo | - Butholezwe "Stike" Mahachi - Ben Makadzange - Daglaus Maneto - Godwin Mangayi - Mtulisi Maphosa - Henry "Bully" McKop - Ephraim Moloi - Moses "Madhala Boy" Moyo - Muzondiwa "Lazy Mzoe" Mugadza - Edson "Sugar" Muguyo - Eddie Mukahanana - Josphat Munetsi - Onias Musana - Stanley Mutasa - Musa Muzanenhamo - Mlungisi "Stix" Ndebele - Laban "Simbimbino" Ngoma - Francis Nkala - Melusi Nkiwane - Ezrom Nyandoro - Toendepi "Shacky" Nyathi - Godfrey Paradza - Ben Phiri - Jimmy Phiri - Garikai Rwodzi | - Innocent Rwodzi - Agent "Ajira" Sawu - Emmanuel Sibanda - John Sibanda - Matambanashe Sibanda - Mishek Sibanda - Ronald "Gidiza" Sibanda - William "Gwejegweje" Sibanda - Gibson Sigauke - Obey Sova - Max "Shaluza" Tshuma - Chipo "Jackroller" Tsodzo - Peter Zimuto - David Zulu |